# Askersunds stad
Denna artikel handlar om den tidigare kommunen Askersunds stad. För orten se Askersund, för dagens kommun, se Askersunds kommun.
Askersunds stad var en stad och kommun i Örebro län.

## Administrativ historik
Askersund fick köpingsrättigheter under Johan III (under Vadstena stad) och sina stadsprivilegier den 13 juni 1643.
När 1862 års kommunalförordningar började gälla inrättades den som kommun. Vid kommunreformen 1952 lades Askersunds landskommun samman med Askersunds stad. 1971 gick staden upp i den då nybildade Askersunds kommun.

Egen jurisdiktion hade Askersund fram till 1948, då rådhusrätten drogs in och staden blev en del av Västernärkes domsagas tingslag.
Stadsförsamlingen Askersunds församling inkorporerade Askersunds landsförsamling 1965.
1 januari 2016 inrättades distriktet Askersund, med samma omfattning som Askersunds församling hade 1999/2000, och vari detta område ingår.

### Sockenkod
För registrerade fornfynd med mera så återfinns staden inom ett område definierat av sockenkod 2215 som motsvarar den omfattning staden med dess landskommun hade kring 1950, vilket innebär att sockenkoden också används för Askersunds socken.

## Stadsvapnet
Blasonering: I fält av silver en naturfärgad smed, hållande med båda händerna en svart slägga, och klädd i vit skjorta, blå byxor, gula strumpor, svarta skor och blå luva. Vapnet går tillbaka på en bild av stadens sigill i dess första privilegiebrev från 1643. Det fastställdes som vapen år 1948. Efter kommunbildningen förestogs ingen modernisering, trots att vapenbilden innefattar en del ovanligheter, som vit skjorta mot en sköld av silver. Det registrerades oförändrat för den nya kommunen år 1975.

## Geografi
Askersunds stad omfattade den 1 januari 1952 en areal av 274,47 km², varav 250,37 km² land. Efter nymätningar och arealberäkningar färdiga den 1 januari 1960 omfattade staden den 1 november 1960 en areal av 287,33 km², varav 262,05 km² land.

### Tätorter i staden 1960
I Askersunds stad fanns tätorten Askersund, som hade 2 578 invånare den 1 november 1960. Tätortsgraden i staden var då 60,4 procent.

## Politik

### Lista över borgmästare
| Namn                 | Från | Till |
| -------------------- | ---- | ---- |
| Anders Nilsson       | 1643 |      |
| Sven Jacobsson Svart | 1648 |      |
| Olof Reef            |      |      |
| Anders Sundblad      | 1743 | 1751 |
| Conrad Walcke        | 1778 | 1805 |
| Jonas Gustaf Hoffman | 1806 | 1831 |
| Anders Gothen        | 1832 | 1834 |
| Axel Wilhelm Knös    | 1834 | 1870 |
| Hugo Waldenström     | 1871 | 1901 |
| Magnus Blidberg      | 1901 | 1913 |
| Gunnar Bretzner      | 1913 |      |

### Mandatfördelning i valen 1919–1966
| 4 | 4 | 12 |

| 18 |

| 4 | 3 | 13 |

| 19 |

| 4 | 2 | 14 |

| 20 |

| 4 | 1 | 4 | 1 | 10 |

| 20 |

| 6 | 4 | 4 | 6 |

| 20 |

| 9 | 4 | 2 | 5 |

| 20 |

| 10 | 2 | 3 | 5 |

| 20 |

| 10 | 1 | 4 | 5 |

| 19 |

| 10 | 4 | 6 |

| 18 |

| 14 | 5 | 5 | 4 |

| 25 |

| 14 | 4 | 5 | 5 |

| 25 |

| 11 | 7 | 5 | 5 |

| 24 | 4 |

| 13 | 7 | 4 | 4 |

| 24 | 4 |

| 12 | 6 | 4 | 2 | 4 |

| 26 |

## Befolkningsutveckling
| Befolkningsutvecklingen i Askersunds stad 1750–1990                                                     | Befolkningsutvecklingen i Askersunds stad 1750–1990 | Befolkningsutvecklingen i Askersunds stad 1750–1990 | Befolkningsutvecklingen i Askersunds stad 1750–1990 | Befolkningsutvecklingen i Askersunds stad 1750–1990 |
| --- | --------------------------------------------------- | --------------------------------------------------- | --------------------------------------------------- | --------------------------------------------------- |
| |                                                     |                                                     |                                                     |                                                     |
| År |                                                     |                                                     | Folkmängd                                           |                                                     |
| 1750 | 1750                                                |                                                     | 643                                                 |                                                     |
| 1760 | 1760                                                |                                                     | 877                                                 |                                                     |
| 1769 | 1769                                                |                                                     | 1 025                                               |                                                     |
| 1780 | 1780                                                |                                                     | 695                                                 |                                                     |
| 1790 | 1790                                                |                                                     | 706                                                 |                                                     |
| 1800 | 1800                                                |                                                     | 693                                                 |                                                     |
| 1810 | 1810                                                |                                                     | 768                                                 |                                                     |
| 1820 | 1820                                                |                                                     | 757                                                 |                                                     |
| 1830 | 1830                                                |                                                     | 787                                                 |                                                     |
| 1840 | 1840                                                |                                                     | 960                                                 |                                                     |
| 1850 | 1850                                                |                                                     | 1 047                                               |                                                     |
| 1860 | 1860                                                |                                                     | 1 217                                               |                                                     |
| 1870 | 1870                                                |                                                     | 1 433                                               |                                                     |
| 1880 | 1880                                                |                                                     | 1 625                                               |                                                     |
| 1890 | 1890                                                |                                                     | 1 508                                               |                                                     |
| 1900 | 1900                                                |                                                     | 1 784                                               |                                                     |
| 1910 | 1910                                                |                                                     | 2 000                                               |                                                     |
| 1920 | 1920                                                |                                                     | 2 057                                               |                                                     |
| 1930 | 1930                                                |                                                     | 2 102                                               |                                                     |
| 1940 | 1940                                                |                                                     | 2 145                                               |                                                     |
| 1950 | 1950                                                |                                                     | 2 310                                               |                                                     |
| 1960 | 1960                                                |                                                     | 2 773                                               |                                                     |
| 1970 | 1970                                                |                                                     | 3 897                                               |                                                     |
| 1980 | 1980                                                |                                                     | 4 447                                               |                                                     |
| 1990 | 1990                                                |                                                     | 4 949                                               |                                                     |
| Anm: Källor: Umeå universitet - Tabellverket 1749-1859, Demografiska databasen, CEDAR, Umeå universitet |                                                     |                                                     |                                                     |                                                     |